# Shivapuri Nagarjun National Park
Shivapuri Nagarjun National Park er en nationalpark i Nepal, den niende nationalpark, som blev etableret i 2002. Nationalparken er 159 km2 og ligger i distrikterne Katmandu, Nuwakot og Sindhupalchowk og grænser mod vest mod Dhading.
Shivapuri Nagarjun National Park er beliggende i den nordlige del af Katmandudalen og har fået navn efter bjerget Shivapuri Peak, 2732 m. Trapper fører op til toppen, hvilket giver et næsten 360 graders panorama over Himalaya. I skoven på vejen der op er der et hult træ, hvor den hinduistiske mystiker Todkke Baba mediterede i en årrække.

## Klima
Nationalparken ligger præcis på grænsen mellem subtropiskt og tempereret klima. Den årlige nedbør er 1400 millimeter og størstedelen (80 procent) falder i perioden fra maj til september under monsunen. Temperaturen varierer mellem 2-17 °C om vinteren til 19-30 °C om sommeren.

## Vegetation
Skovene i parkområdet består hovedsagelig af subtropisk jungle, med træarter fra Schima og Castanopsis-slægterne. I tørre områder vokser Pinus roxburghii og i fugtige områder vokser Alnus nepalensis, der tilhører elletræ-slægten, Prunus cerasoides, Engelhardia (arter i valnød-familien) og Quercus glauca.
I dele af parken forekommer også arter i eg-slægten, laurbær-familien og på den nordlige skråning Rhododendron arboreum.
Botanikere har dokumenteret 129 arter af svampesorter og 2122 planter, 449 karplanter og 16 arter som er endemiske.

## Dyreliv
Da nationalparken blev etableret i 2002, blev der foretaget flere undersøgelser for at identificere fauna i området. Under feltstudier 2003-2004 fundet underarten Panthera pardus fusca af leopard, junglekat, stor asiatisk civette, guldsjakal, underarten Ursus thibetanus laniger af kravebjørn, charsamår, javanesisk mungo, goral, muntjaker, vildsvin, rhesusabe, hulmanaber, kinesisk skældyr, hvidhalet hulepindsvin, himalayapiphare, indisk hare, Dremomys lokriah, Mus cervicolor, Episoriculus caudatus og Sort rotte . Yderligere arter blev fanget på kamera 2010: træleopard, asiatisk leopardkat, maskepalmeruller, krabbemangust og indisk skældyr.
2008 blev der fanget flagermusarterne Rhinolophus affinis, stor hesteskonæse og Rhinolophus macrotis i spejlnet ved indgangen til Nagarjunagrotten.
I de vestlige dele af parkområdet har herpetologer gjort fund af Monokelkobra, snogarterne Amphiesma platyceps, Trachischium laeve og Trachischium tenuiceps, øglearterne Japalura variegata, praktkalot, Eutropis carinatak og slægten Asymblepharus, samt padderne sortpigget tudse, Fejervarya syhadrensis og slægten Megophrys sommeren 2009.
Ornitologer har listet 318 arter af fugle i parken, herunder stor hornugle, langnæbbet segltimalie, hvidstrubet fluesnapper, gøgedue og guldstrubet skægfugl.

## Eksterne links
- Oplysninger om nationalparken fra Institut for Nationalparker og Wildlife Conservation, Nepal: Shivapuri Nagarjun National Park Arkiveret 26. oktober 2018 hos  Wayback Machine
- Faktablad om fugleliv i Shivapuri Nagarjun National Park Arkiveret 3. januar 2009 hos  Wayback Machine